# Centistina longicornis
Centistina longicornis är en stekelart som beskrevs av Günther Enderlein 1912. Centistina longicornis ingår i släktet Centistina och familjen bracksteklar. Inga underarter finns listade.